# Pollenia venturii
Pollenia venturii este o specie de muște din genul Pollenia, familia Calliphoridae, descrisă de Heinz în anul 1956. Conform Catalogue of Life specia Pollenia venturii nu are subspecii cunoscute.